# Justin der Märtyrer

Iustini opera, 1636

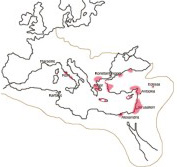
Die frühe Ausbreitung des Christentums (Zentren = dunkelrosa). Gebiete christlicher Gemeinden um das Jahr 100 n. Chr.

Justin, genannt der Märtyrer, auch der Philosoph (altgriechisch Ἰουστῖνος ὁ Μάρτυρ Iustínos ho Mártyr, lateinisch Iustinus Martyr; * um 100 in der Provinz Palaestina; † 165 in Rom), war ein christlicher Märtyrer und Kirchenvater sowie Philosoph. Justin war ein Kirchenlehrer des 2. Jahrhunderts, der unter die Apologeten eingereiht wird.
Seine Auffassung ist vom Platonismus beeinflusst und gilt als Beginn der Adaption griechischer Philosophie im Christentum (wenngleich auch schon das auf dem Logos-Gedanken gegründete Evangelium des Johannes in diese Richtung weist). Auf der Suche nach der Wahrheit hat er sich mit mehreren philosophischen Richtungen vertraut gemacht (Stoa, Peripatos und Pythagoreismus). Als Platoniker dachte er über die Gottesfrage nach und wurde auf die Propheten aufmerksam. So bekehrte er sich schließlich zum Christentum, der „allein zuverlässigen und brauchbaren Philosophie“.

## Biografie
Quellen für die Biografie des Justin sind, neben seinen eigenen Werken, das Martyrium S.Iustini et sociorum sowie eine Aufzählung der Schriften des Justin in der Kirchengeschichte des Eusebius von Caesarea.
In seiner Apologie stellte sich der Autor selbst als „Justinos, Sohn des Priskos (= Priscus), Sohn des Bacheios, von Flavia Neapolis, in Syrien Galiläa“ vor. Flavia Neapolis ist der heutige Ort Nablus in den Palästinensischen Autonomiegebieten. Der Vater trug einen lateinischen, der Großvater einen griechischen Namen; man hat deshalb vermutet, dass es sich um eine Familie griechischer oder römischer Kolonisten handelte. Justin war als „Unbeschnittener“ weder Jude noch Samaritaner; Justins Kenntnis der samaritanischen Religion, nahe deren Zentrum (Berg Garizim) er lebte, ist unsicher.
Wenn Justin beschrieb, wie er verschiedene Philosophien erkundete und sich schließlich für den Platonismus entschied, so ist dies eine literarische Konvention (philosophisches Itinerar) und daher biographisch nicht sehr aussagekräftig. Ein zufälliges Gespräch mit einem alten Christen, der ihn auf die Bücher der Propheten hinwies, führte zu Justins Hinwendung zum Christentum. Er lebte in der Folge als christlicher Wanderprediger.
Später ließ sich Justin in Rom nieder, wo die erhaltenen drei authentischen Werke verfasst wurden. Hier kam es zu einer heftigen Konfrontation mit dem Kyniker Crescens, woraufhin Justin seinen eigenen Tod nahe glaubte. Ob Crescens aber mit der Verhaftung des Justin etwas zu tun hatte, wie Eusebius vermutete, ist unsicher. Die Verhaftung ereignete sich unter dem Präfekten Rusticus, der von 163 bis 167 amtierte. Justin wurde so während der Regierungszeit des Kaisers Mark Aurel mit sechs anderen Christen verhaftet, im folgenden Prozess zu deren Wortführer und schließlich verurteilt und hingerichtet. Das Chronicon Paschale nennt als Todesjahr 165 n. Chr., was als historisch wahrscheinlich gilt.

## Werke
Drei authentische Schriften Justins sind erhalten. Einerseits ist der Dialog mit dem Juden Tryphon erhalten geblieben, der in der Form der platonischen Dialoge das Suchen des einstigen Heiden wiedergibt und ein wichtiges Zeugnis der frühen christlichen Auseinandersetzung mit dem Judentum ist; andererseits zwei (wie vielleicht auch der Dialog) an Antoninus Pius gerichtete Apologien, die in teilweise forensisch anmutender, doch in Ton und Inhalt hartnäckiger Rhetorik die Sache des Christentums gegen ihre Gegner wie auch die gängigen Vorurteile zu verteidigen suchen.
Neben der Aufnahme der Philosophie in das Christentum wird mit Justin auch die Auslegung der biblischen Schriften, vor allem des Alten Testamentes, verbunden. In Justin manifestiert sich die klare Option der frühen Kirche für eine Philosophie, die von den heidnischen Mythen und Götterkulten sowie von den kulturellen Gewohnheiten der Zeit gereinigt ist, um der Wahrheit des Seins den Vorrang zu geben. In dieser Optik stellt die Philosophie einen bevorzugten Platz der Begegnung zwischen Heidentum, Judentum und Christentum und auch der Hinführung zu Jesus Christus dar. Justin soll hier den Schriftbeweis bis hin in die umfangreiche Sammlung von Belegstellen und deren Katalogisierung hinein betrieben haben. Das hieran erwachende Interesse würde auch das Ende der Naherwartung der urchristlichen Gemeinde und den Beginn der »Verkirchlichung« bekunden. Eine im engeren Sinne theologische Lehre oder Dogmatik ist von Justin jedoch nicht überliefert.

## Verehrung und Gedenken
Die katholische Kirche verehrt Justin als Heiligen und Patron der Philosophen. Sein (evangelischer, anglikanischer, römisch-katholischer, orthodoxer und armenischer) Gedenktag ist der 1. Juni.

## Werkausgaben
- Philippe Bobichon: Justin Martyr, Dialogue avec Tryphon (= Paradosis. Band 47). 2 Teilbände, Éditions universitaires de Fribourg, Fribourg 2003 (online: Band I Band II).
- Jörg Ulrich: Justin, Apologien (= Kommentar zu frühchristlichen Apologeten. Band 4/5). Herder, Freiburg im Breisgau 2019, ISBN 978-3-451-29043-5.
- Frank Schleritt: Justin der Märtyrer: Bittschrift (Apologie I und II). In: Jürgen Wehnert (Hrsg.): Bibliothek antiker jüdischer und christlicher Literatur. Texte aus der Entstehungszeit der Bibel. Band 2, Schöningh, Paderborn 2024, ISBN 978-3-506-70255-5, S. 1745–1834.